# Ломакин, Алексей Максимович
Алексей Максимович Ломакин (1 сентября 1897, деревня Козля, Курская губерния — 12 июля 1943, деревня Фетищево (по другим данным деревня Сивково), Орловская область) — участник Великой Отечественной войны, стрелок 215-го гвардейского стрелкового полка (77-я гвардейская стрелковая дивизия, 61-я армия, Брянский фронт), гвардии красноармеец. Закрыл своим телом амбразуру пулемёта.

## Биография
Родился в 1897 году в деревне Козля (ныне — часть села Дьяконово), в семье крестьянина. Окончил начальную школу и с 12-летнего возраста работал вместе с отцом-плотником по близлежащим деревням и сёлам. Во время 1-й мировой войны остался без родителей. Принимал участие в Гражданской войне. С 1930 года стал первым председателем созданного колхоза и вступил в ВКП(б).
Был призван в РККА в ноябре 1941 года.
12 июля 1943 года с началом Орловской стратегической наступательной операции 77-я гвардейская стрелковая дивизия перешла в наступление в районе села Кривцово в направлении на Болхов. После форсирования Оки батальон 215-го гвардейского стрелкового полка продвигался вперёд. На окраине деревни Сивкова (Фетищево) батальон был остановлен пулемётным огнём, и тогда красноармеец Ломакин, приблизившись к пулемёту, накрыл амбразуру дзота своим телом.
Был похоронен на восточной окраине деревни Фетищево, впоследствии перезахоронен в братской могиле в километре северо-восточнее села Кривцово.
Указом Президиума Верховного Совета СССР «О присвоении звания Героя Советского Союза генералам, офицерскому, сержантскому и рядовому составу Красной Армии» от 15 января 1944 года за «образцовое выполнение боевых заданий командования по форсированию реки Днепр и проявленные при этом мужество и героизм» гвардии красноармейцу Алексею Максимовичу Ломакину было посмертно присвоено звание Героя Советского Союза.
Память
- Именем героя названы улицы в Болхове, Курске, с. Цибанобалка (Анапский район) и в родной деревне.
- Имя героя высечено на мемориале Героев Курской области, установленном на Красной площади в городе Курске.
- На родине героя в с. Дьяконово Октябрьского района Курской области — Дьяконовская средняя общеобразовательная школа, а также в городе воинской славы Курск — Средняя общеобразовательная школа № 31, носят имя Героя Советского Союза Алексея Максимовича Ломакина.